# Verquigneul
Verquigneul è un comune francese di 2 092 abitanti situato nel dipartimento del Passo di Calais nella regione dell'Alta Francia.

## Storia
Verquigneul è stato annesso al vicino comune di Béthune tra il 1995 e il 2007. Dal 1º gennaio 2008, è stato scorporato tornando ad essere un comune autonomo.

## Società

### Evoluzione demografica
Abitanti censiti